# Festival das Luzes (Lyon)

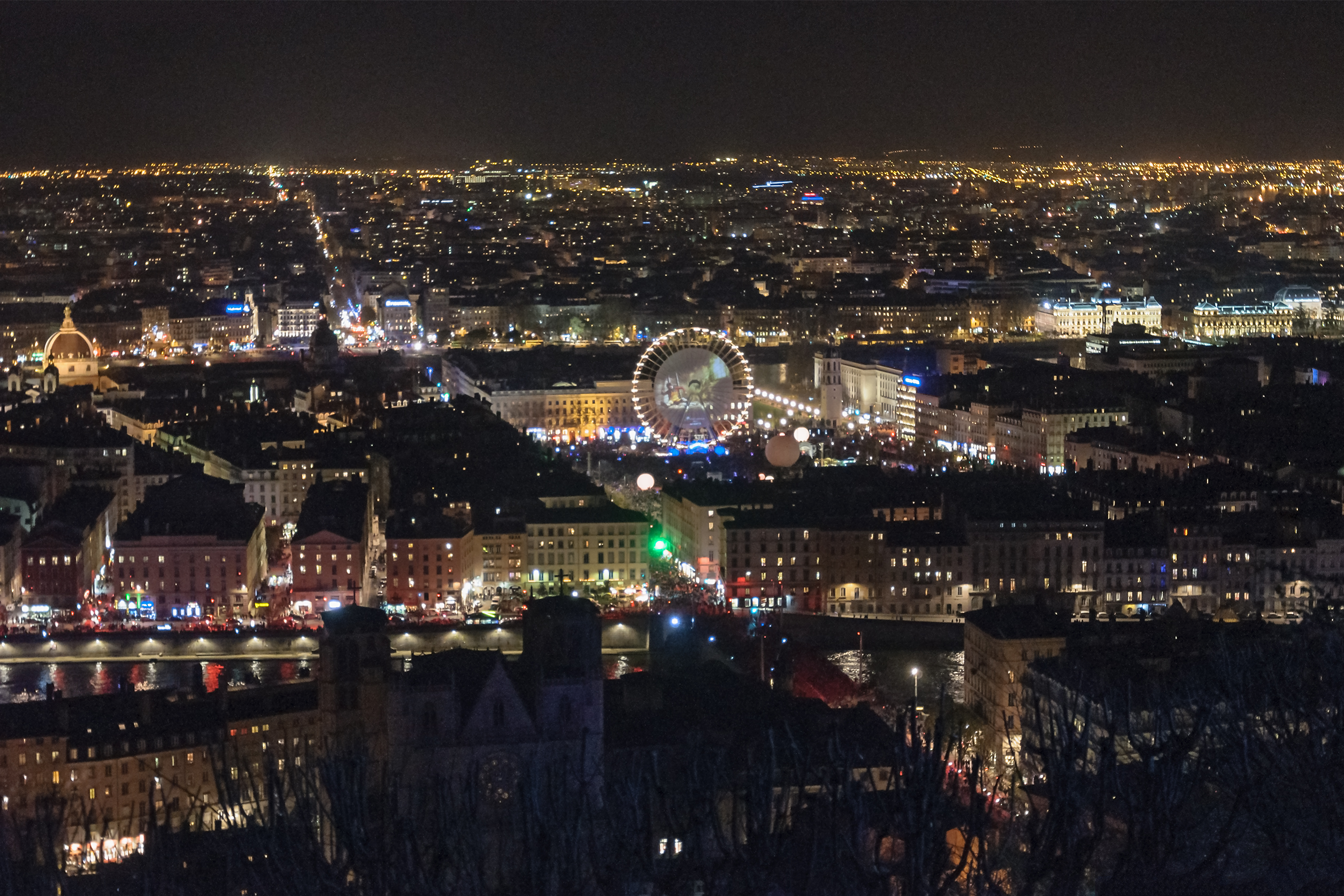
Lyon, Festival das Luzes 2013

O Festival das Luzes, em francês Fête des Lumières, ocorre todos anos por quatro dias, em torno do 8 de dezembro, e é uma manifestação popular que acontece na cidade de Lyon na França.
Na França, este festival também é conhecido como "festa do 8 de dezembro" ou "festa das iluminações".
É uma festa que atrai milhares de turistas.

## História

### Origens da veneração de Maria
A cidade de Lyon venera a Virgem Maria desde a Idade Média e diz-se que foi protegida por ela em 1643, ano em que o sul da França sofria com a peste: os escabinos de Lyon, o preboste dos mercadores e os nobres fizeram promessas de homenagear todos anos a Virgem se a epidemia da peste parasse.
Em seguida, uma procissão solene foi organizada todo dia 8 de setembro (e não 8 de dezembro) pelo município parte da Catedral Saint-Jean com destino à Basílica Notre-Dame de Fourvière. 8 de setembro é o dia escolhido por Lyon dedicado à consagração à Virgem Maria, sendo também o dia de seu nascimento. A oferenda é feita com velas e escudos de ouro, chamada de Voto dos Escabinos.

## Origens
As versões sobre a origem da comemoração são confusas: geralmente a mistura dos votos à Virgem Maria e o esquecimento das datas conduz a origem das iluminações, e até mesmo a criação da Basílica de Notre-Dame de Fourvière, ao voto de 1643, época em que o sul da França sofria com a peste.

## Primeiras iluminações do 8 de dezembro
Em 1852, inaugura-se a estátua da Virgem Maria, posicionada sobre a capela da colina de Fourvière, realizada pelo escultor Joseph-Hugues Fabisch. Foi proposta por certos nobres lioneses e seguidores católicos e em seguida sendo aceita pelo cardinal de Bonald em 1850. A inauguração da estátua deveria ter ocorrido em 8 de setembro de 1852, dia da festa do nascimento da Virgem Maria e data do aniversário do voto dos escabinos de 1643. No entanto, devido ao aumento das águas do rio Saône, a inauguração da estátua foi adiada à data de 8 de dezembro.
Ou seja, o mesmo 8 de dezembro que é a data da festa da Imaculada Conceição da Virgem, festa celebrada desde o século IX, mesmo que a proclamação do dogma date de 1854. Nos dias que precedem a inauguração, tudo está pronto para a festividade: a estátua deveria ser iluminada pelos fogos de bengala, fogo de artifício seriam lançados do alto da colina, e fanfarras tocariam nas ruas. Os nobres católicos lioneses propõem-se à iluminar as fachadas de suas casas como se era feito tradicionalmente durante os grandes eventos (entradas reais, vitórias militares, etc).
Mas no 8 de dezembro, durante a manhã, uma violenta tempestade atinge Lyon. O mestre de cerimônias decide rapidamente adiar as festividades noturnas ao domingo seguinte. Então, finalmente, o céu limpa e a população lionesa, que tanto esperou pela cerimônia, em um gesto espontâneo, ilumina as janelas, desce nas ruas e fogos de bengala acendidos às pressas iluminam a estátua e a capela de Notre-Dame-de-Fourvière (a basílica ainda não existia). Os lioneses cantam e gritam "Viva Maria!" até tarde da noite.

### Continuação da tradição

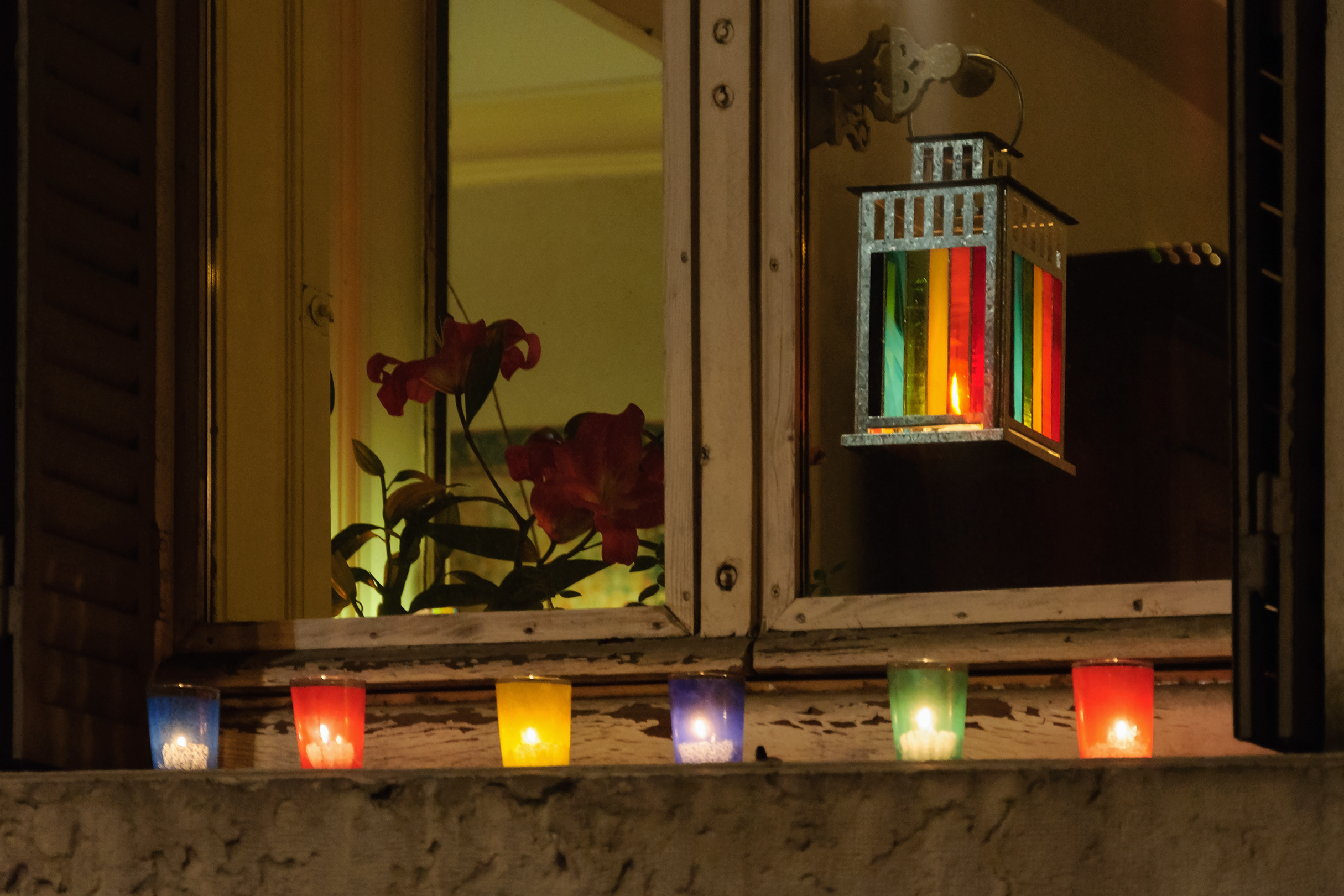
Lumignons na borda da janela

Desde 1852, a festa foi reconduzida a cada ano. A tradição diz que cada família lionesa deve utilizar sua coleção de copos do 8 de dezembro junto às decorações do Natal. Chamam-se "lumignons" os copos contendo uma vela. A partir do mês de novembro, as lojas exibem sacos com as famosas velas curtas e estriadas como bolos, e também coleções de velas. Na noite do 8 de dezembro, as velas são acesas e colocadas em um copo e na borda das janelas.
Desde 1989, a festa espontânea é acompanhada da iluminação de locais públicos, paisagens dos rios e das colinas, bairros e vias de toda cidade, participando às festividades noturnas e valorização das belezas da região. Essas animações fizeram com que a festa ganhasse um tom turístico, atraindo milhões de turistas todos anos. A participação popular continua, mesmo assim, muito presente com fachadas iluminadas e caminhadas feitas na noite do 8 de dezembro.
Esta passagem carece de fontes
Apesar disso, o festival não pára de ganhar amplitude, e a presença, nos últimos anos, de estilistas nacionais e internacionais de renome ilustra bem a influência internacional crescente do festival. Estendido a quatro dias desde 1999, e sob a marca "Lyon 8 décembre - Fête des Lumières.", o Festival das Luzes anima todos bairros de Lyon e propõe cenografias e espetáculos de luzes inovantes e surpreendentes em locais tradicionais ou insólitos.
Heavent Sud, o salão de profissionais de eventos, organizou em 29 de março de 2007, no Palais des Festivals de Cannes, a primeira edição dos troféus do evento. O Festival das Luzes recebeu o troféu do "melhor evento ao público em geral de 2006".
Em 2010, 3 milhões de pessoas participaram do festival nas ruas de Lyon. Cada vez mais popular, o Festival das Luzes atrai cerca de 3 a 4 milhões de visitantes todo ano, tornando-se um dos 3 maiores encontros festivos no mundo em termos de participação (atrás apenas do Carnaval e da Oktoberfest em Munique).